# 印度合伙人
《印度合伙人》（英語：Pad Man）是2018年印度印地语传记剧情片，由R·巴尔基执导，阿克夏·库马、索娜姆·卡浦尔和拉德西卡·阿普泰主演。影片改编自婷蔻·坎纳小说集《拉克希米·普拉萨德传奇》故事“神圣土地上的卫生侠客”的真實角色泰米尔纳德邦社会活动家阿鲁纳恰拉姆·穆鲁根南特姆的经历。影片于2018年2月9日在印度公映。

## 剧情
拉克西米坎特·“拉希米”·乔汉（阿克夏·库马 饰）和歌雅特瑞是一对夫妻。拉希米很爱老婆，愿意为她做一切，逗她开心。老婆来月经时，家里人嫌她不干净，把她逐出家门，拉希米发现自己缺乏这方面的了解。看到老婆在月事时用着肮脏的布条，拉希米心里很不是滋味，但老婆叫他不要管女人的事情。拉希米并没有气馁，反而去给老婆买价格高昂卫生巾。卫生巾买回来了，歌雅特瑞不愿意用，说买这么贵的东西就没钱买牛奶了。心灰意冷的拉希米回去工厂上班，工作时碰到同事意外受伤。他见状立刻拿出一片卫生巾包在伤口上，尽管别人觉得用卫生巾不好。医生赞赏拉希米灵机一动，表示这是止血的最干净的办法。受此启发，拉希米赶紧去买了一些棉花、布料和胶水，自己动手做卫生巾，他认为自己做的比买来的奢侈品要好得多。
歌雅特瑞用了，但它没有发挥作用，她再次嘱咐拉希米不要插手女人的事情。拉希米重新做卫生巾，这次他去找卫校的一位女学生做试验。这位女学生答应他，这让她身边的人震惊了。雪上加霜的是，他和学生的会面，让老婆怀疑他有外遇。拉希米把卫生巾给姐姐妹妹们用，却使得他在岳父母面前蒙羞。后来，他自己试验，在身上绑了一个装满羊血的气球，然而羊血溢出来，弄脏了他的裤子，这一幕正好被周围的人看见，场面很是尴尬。因为这个举动，全村人都认为他恬不知耻。歌雅特瑞的兄弟们把她带走后，拉希米决定离家，发誓要破除身边人对月经的避讳。
了解到了卫生巾用的是吸水性更强的纤维素而不是棉花后，拉希米决定去大学了解卫生巾所用的材料。身无分文又没有居所，他在一位教授的家里打杂。教授的儿子教他上网，帮他找到了有关的资料。教授对拉希米的举动感到困惑，为了打消拉希米的念头，他展示了价值数百万的卫生巾制造机的影片。然而，拉希米非但没有气馁，还灵机一动自己制造機器。他借来了钱，做出了一个品質良好的卫生巾，却没人试用。最终，他遇到衣着时髦、受过教育的城中女孩帕莉·瓦莉亚（索娜姆·卡浦尔 饰）。他要反馈，帕莉说这就是一个普通的卫生巾。拉希米喜上眉梢，打电话把好消息告诉给了歌雅特瑞。歌雅特瑞依旧对他痴情于月经感到不解，说她的兄弟们要他走远点。
帕莉看到了拉希米的潜质，邀请他去德里参加发明展。拉希米的发明获得“年度改变生活发明奖”，他也一举成名，不过他的乡里们知道了他的发明真正用途后，对他恶语相向。帕莉帮他把卫生巾卖给农妇们，后来又陪他一起去卖。拉希米去了一个村庄又一个村庄，生产廉价卫生巾生产机器，开设小型卫生巾工厂，同时解决了卫生巾销售和农村妇女就业问题。后来，他更获联合国儿童基金会邀请到纽约联合国总部演讲。回到家中，他被授予莲花士勋章。此时，帕莉爱上了他，他很矛盾，因为自己也爱她。然而，帕莉考虑到他的幸福做出让步，拉希米向帕莉坦承她让自己焕然一新。回到村中，拉希米获得热烈欢迎。最终，拉希米和歌雅特瑞团聚，拉希米依靠自己的努力获得成功。

## 阵容
- 阿克夏·庫馬 饰 拉克西米坎特·“拉希米”·乔汉（Lakshmikant Chauhan）
- 索娜姆·卡浦爾 饰 帕莉·瓦莉亚（Pari Walia）
- 拉德西卡·阿普泰 饰 歌雅特瑞（Gayatri Chauhan）
- 丽娃·布伯（英语：Riva Bubber） 饰 廷酷的母亲（Tinku's mother）
- 乌米拉·马汉塔（英语：Urmila Mahanta） 饰 萨维特里（Savitri）
- 阿米塔布·巴沙坎 饰 客串演出

## 制作

### 开发
影片改编自婷蔻·坎纳小说集《拉克希米·普拉萨德传奇》故事“神圣土地上的卫生侠客”（"The Sanitary Man of Sacred Land"），该故事改编自泰米尔纳德邦社会活动家阿鲁纳恰拉姆·穆鲁根南特姆的经历。阿鲁纳恰拉姆发明了廉价卫生巾制造机，彻底改变了印度农村居民避讳女性月经问题的固有看法。按照设想，影片是一部公益影片，不带商业利益。制片方的主要想法是去接触广大的观众，唤起他们的意识，消除印度人对卫生巾的普遍迷信。和库玛之前的电影《厕所英雄》一样，他希望向大众传授月经卫生知识，让他们不再将之视为社会耻辱或禁忌，无论男还是女。此外，影片还呼吁政治家们关心卫生巾，使之成为跨部门的强制要求。
把穆鲁根的人生改编成故事的想法始于2015年，婷蔻·坎纳在给《印度时报》写专栏时翻阅资料，读到了他的故事后，深受他的毅力和决心所启发，于是便给他写了一本叫《拉克希米·普拉萨德传奇》的书。之后，她计划把他的故事搬上大荧幕，让更多的观众了解。她表示：“我们的世界有的是观众，而不是读者。”身为影片制片人，她表示，之所以被这个项目吸引，不仅是因为穆鲁根南特姆的决心，还因为它和被低估的月经主题相关。
R·巴尔基是坎纳首选的导演。之前看过巴尔基的作品，她被巴尔基对电影制作的敏感所打动。
2017年11月，索尼影业购得电影全球发行权。

### 选角
阿克夏·库马出演“印度月经侠”阿鲁纳恰拉姆·穆鲁根南特姆。不过他并非主角的第一人选，坎纳曾考虑过几位演员。但在穆鲁根南特姆的一番坚持后，她最终把角色交给了库马。她认为，如果备受印度民众敬仰的大男人库马穿上卫生巾，会引起大轰动。

### 摄制

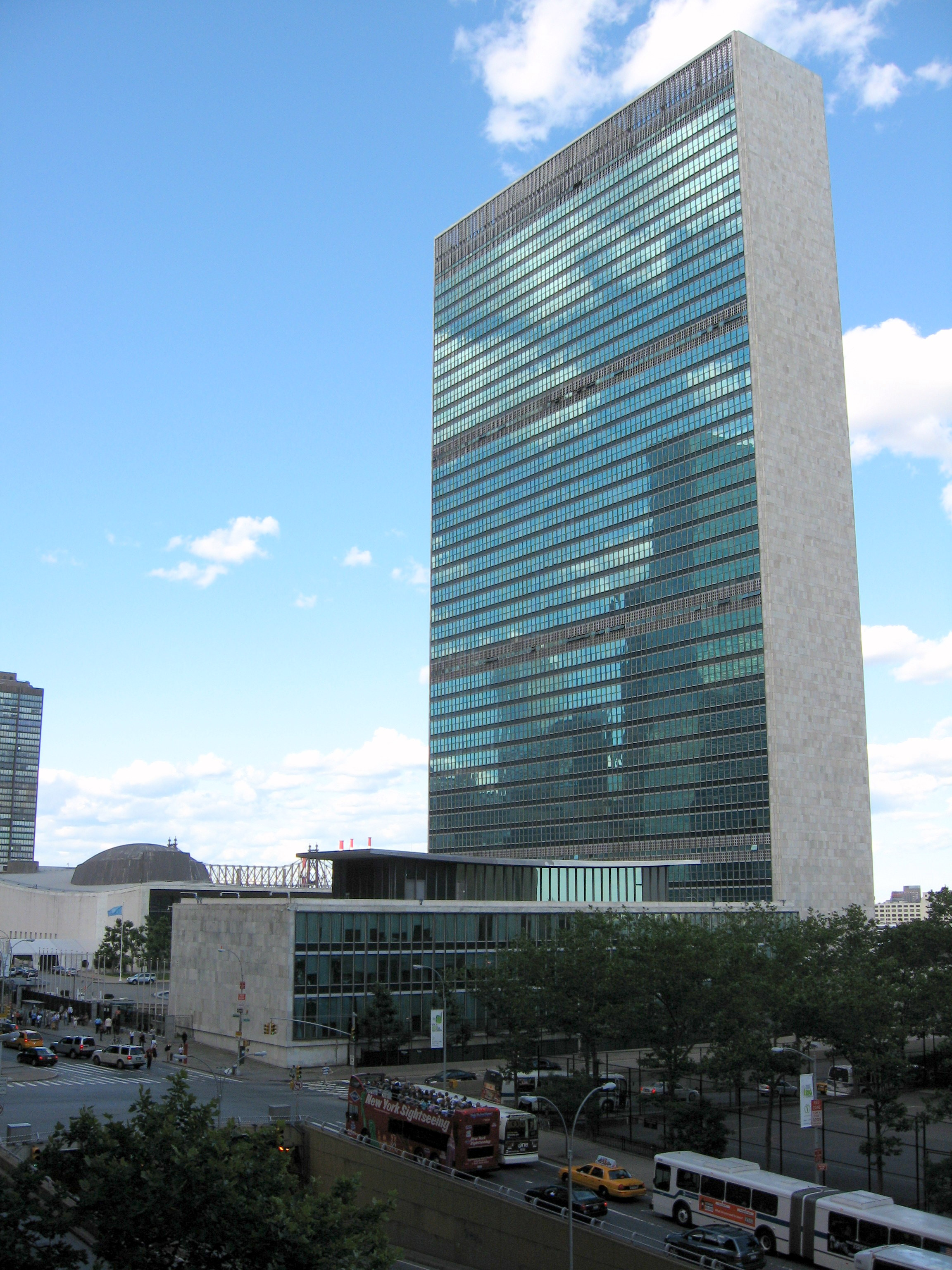
影片是继2016年电影《半个女友》后，第二部获准进入纽约市联合国总部大楼拍摄的宝莱坞电影。

前期制作于2017年3月开始，3月14日开始主体摄影。4月，剧组移师德里。在印度的片场，穆鲁根南特姆和坎纳紧密合作，确保细节无误。大多数场景在中央邦马赫斯赫瓦尔讷尔默达河旁边的一个小镇拍摄的。在印度拍完后，剧组前往纽约市，在布鲁克林大桥、时代广场、林肯中心爵士乐厅及联合国总部大楼拍摄。这是继电影《半个女友》后第二部在联合国总部取景的宝莱坞电影。

## 原声资料
| 曲目列表 | 曲目列表         | 曲目列表                                                | 曲目列表 |
| 曲序     | 曲目             | 歌手                                                    | 时长     |
| -------- | ---------------- | ------------------------------------------------------- | -------- |
| 1.       | Aaj Se Teri      | Arijit Singh                                            | 5:12     |
| 2.       | The Pad Man Song | Mika Singh                                              | 3:23     |
| 3.       | Hu Ba Hu         | Amit Trivedi                                            | 3:36     |
| 4.       | Saale Sapne      | Mohit Chauhan                                           | 4:42     |
| 5.       | Sayaani          | Yashita Sharma、Jonita Gandhi、Yashika Sikka、Rani Kaur | 4:10     |
| 总时长： | 总时长：         | 总时长：                                                | 21:03    |

## 发行
影片原定于2018年4月13日上映，后来改档至1月26日。然而，影片又在1月19日宣布推迟到2月8日上映，避免和山傑·李拉·班沙里的《帕德瑪瓦特》正面冲突。至于有可能和同日上映的《窃听风暴》票房冲突，库马认为不可能出现，因为两部的主题和主角都不一样。
影片计划在全球3350块屏幕上映，其中2750块在印度，600块在海外。由于触及社会议题，制片方计划在部长们和政府的帮助下，去到小城镇和城市的学校中放映电影。

### 宣传
首支预告片于2017年12月15日公布。不久后，预告片话题#PadManTrailer登上Twitter话题榜。片中，库马尔不按常理地用卫生巾，还把卫生巾给了他的姐姐妹妹们。第二款预告片于12月25日公布，片中库马尔手攥着一撮棉花，配文写着“战士、天才、革新、沉湎于幻想的人、不顾廉耻、真正的问题和爱意”。《印度时报》认为海报非比寻常。

### 争议
科威特和巴基斯坦以涉及忌讳为由禁止影片上映。巴基斯坦的中央电影审查委员会拒绝颁发无异议证书，表示：“我们不允许一部片名、主题和剧情在我们的社会尚未获得接受的影片上映。”他们禁止巴基斯坦电影发行商IMGC和HKC购买电影发行权，说影片“毁灭伊斯兰习俗、历史和文化”。地方影院也下架了电影的海报。部分巴基斯坦妇女把她们拿着卫生巾的照片寄给委员会，抗议这些决策。

## 评价

### 票房成绩
影片在印度首映当天票房₹10.26克若（约140万美元），成绩不俗。在好口碑的带动下，第二天和第三天票房分别上涨到₹16.11克若（约220万美元）。上映首周末票房为₹40.55克若（约560万美元）实价（约790万美元） 。
影片在海外5个市场与国内同步上映，全球票房约合100万美元，其中首映成绩890万美元。在北美，影片于152块上映，票房总集成绩76万美元，场均5000美元。索尼指出，影片首映成绩超出《厕所英雄》，后者首映成绩67.8万美元，放映荧幕176块，场均3852美元。

### 专业评价
在汇总媒体烂番茄上，影片获得12条评论，新鲜度92%，平均得分6.7/10。《印度斯坦时报》评价3/5星，表示影片“开头进展缓慢，拖了一段时间后才加快步伐。配角表现过度。”

### 奖项纪录
| 日期          | 大奖                      | 奖项       | 获奖或提名者   | 结果 | 参考   |
| ------------- | ------------------------- | ---------- | -------------- | ---- | ------ |
| 2018年4月29日 | 达达撒布·法尔奇基金会大奖 | 最佳女主角 | 索娜姆·卡浦爾  | 獲獎 | [ 38 ] |
| 2018年4月29日 | 达达撒布·法尔奇基金会大奖 | 最佳导演   | R·巴尔基       | 獲獎 | [ 38 ] |
| 2018年4月29日 | 达达撒布·法尔奇基金会大奖 | 最佳男主角 | 阿克夏·庫馬    | 獲獎 | [ 38 ] |
| 2018年8月10日 | 墨尔本印度电影节          | 最佳电影   | 《印度合伙人》 | 提名 | [ 39 ] |
| 2018年8月10日 | 墨尔本印度电影节          | 最佳导演   | R·巴尔基       | 提名 | [ 39 ] |
| 2018年8月10日 | 墨尔本印度电影节          | 最佳男演员 | 阿克夏·庫馬    | 提名 | [ 39 ] |